# Jazz (Mainboard)
Jazz ist der Codename für einen Standard, der Mainboards mit MIPS-Prozessor spezifiziert, auf denen Windows NT lauffähig ist.

## Geschichte
Das Jazz-Mainboard wurde von Microsoft im Zuge der Entwicklung der ersten Version von Windows NT, dem im Sommer 1993 veröffentlichten Windows NT 3.1, entworfen. Die zum damaligen Zeitpunkt erhältlichen MIPS-basierten Workstations (darunter die DECstation von Digital und der SGI Indigo) hatten ein Design, das sich deutlich von dem handelsüblicher x86-Rechner unterschied. Das Jazz sollte, um Entwicklungskosten für Hardware und Gerätetreiber zu sparen, gängige x86-Hardware einsetzen. Das Jazz war zunächst nur zur internen Verwendung bei Microsoft bestimmt und von der Architektur her nicht für eine Massenproduktion geeignet.
Gegen Ende der Entwicklung verkaufte Microsoft das Design an MIPS Computer Systems, die das Mainboard massenproduktionstauglich machten und anschließend als Grundlage für ihre Workstations der MIPS Magnum-Reihe verwendeten. Die meisten anderen Hersteller, die Workstations auf MIPS-Basis für Windows NT entwickelten, nutzten ebenso Jazz-kompatible Mainboards. Die letzte MIPS-kompatible Windows-Version ist das zuletzt im November 1999 aktualisierte Windows NT 4.0.

## Spezifikation

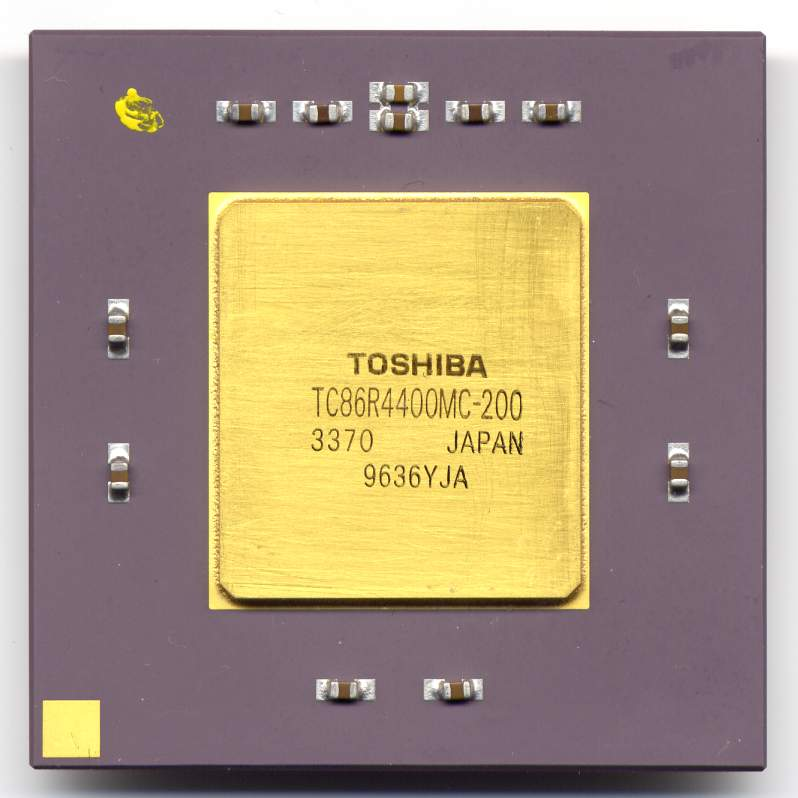
MIPS R4400-Prozessor von Toshiba

Ein Jazz-kompatibles Mainboard hatte folgende Komponenten:
- MIPS R4000/R4400-Prozessor
- EISA-Bussystem
- Inmos G364-Grafikkarte (2D-Framebuffer)
- PS/2-Tastatur- und Mausschnittstelle
- Floppy-Disk-Controller
- 16-Bit-Soundcontroller
- National Semiconductor SONIC 10BaseT-Ethernetadapter
- NCR 53C9x SCSI-Controller
- serielle und parallele Schnittstellen
- Echtzeituhr

## Systeme auf Basis des Jazz-Mainboards
Das Jazz-Mainboard diente als Grundlage für folgende Systeme, die sich teilweise in Kleinigkeiten vom Jazz-Mainboard unterschieden (etwa andere Grafikkarte oder PCI-Bus statt EISA):
- MIPS Magnum 4000PC
- Acer PICA/Acer Formula
- NEC RISCstation
- Olivetti M700

Nur sehr wenige Hersteller bauten MIPS-Workstations mit Windows NT, die nicht auf dem Jazz-Mainboard basierten (darunter Siemens-Nixdorf mit der RM-Serie). Für diese Computer war eine speziell angepasste HAL notwendig, damit Windows NT auf ihnen lauffähig war.

## Sonstiges
Eine ähnliche Entwicklungsgeschichte, jedoch für PowerPC-Prozessoren, durchlief die ebenfalls zu x86-Hardware und Windows NT kompatible PReP (PowerPC Reference Platform).